# Ávila

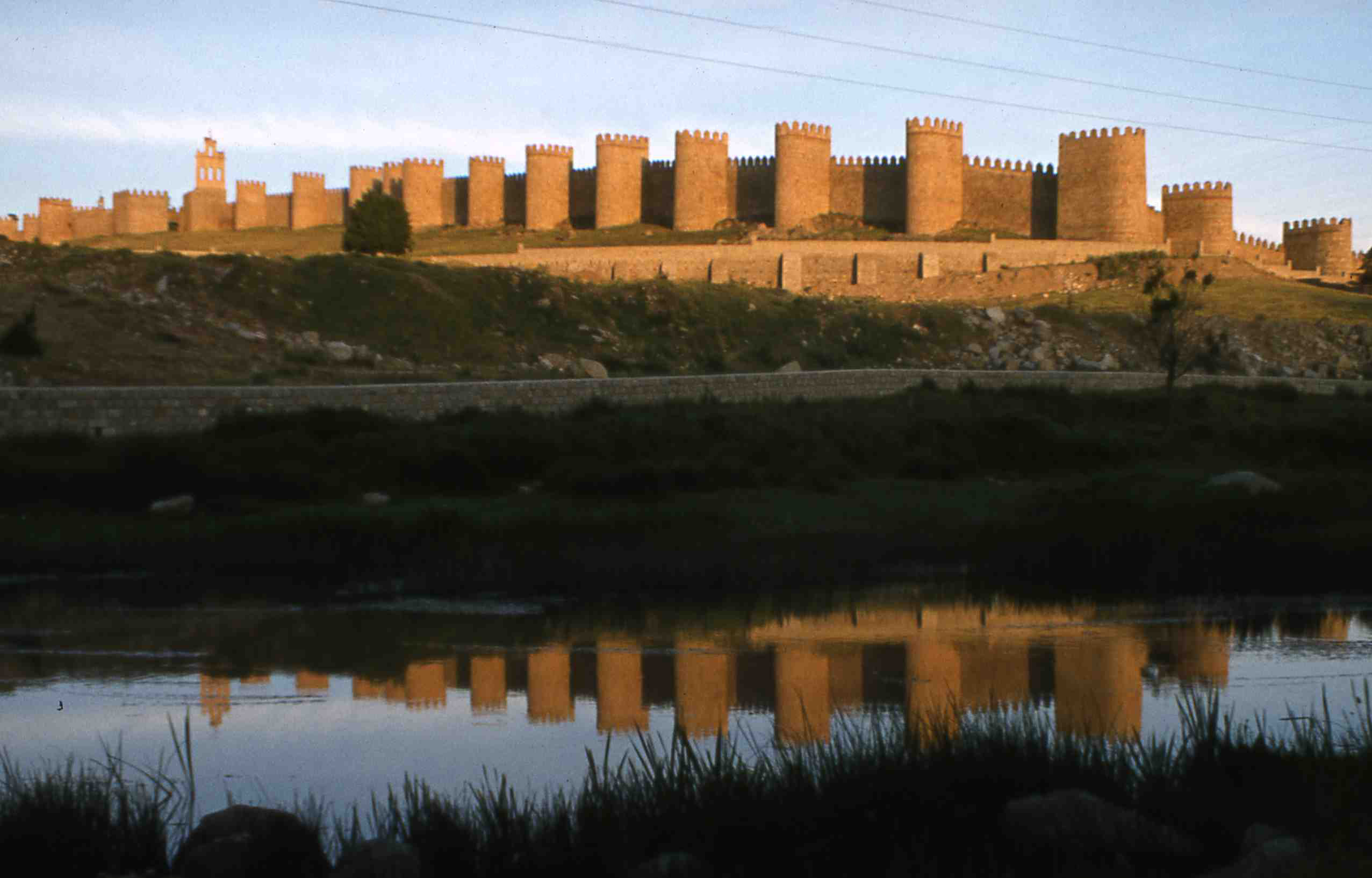
Mauern von Ávila im Spiegel des Rio Adaja

Ávila ist die Hauptstadt der gleichnamigen Provinz in der spanischen Region Kastilien-León. 2024 hatte die Gemeinde 58.111 Einwohner. Im 16. Jahrhundert war Ávila die Wirkungsstätte der hl. Teresa. Zusammen mit Toledo und Segovia gehört die Stadt zu den drei historischen Zentren in der Umgebung der spanischen Hauptstadt. Seit 1985 gehört sie zum Weltkulturerbe der UNESCO.
Die Einwohnerinnen und Einwohner werden Abulenses genannt.

## Lage und Klima
Ávila liegt in der Sierra de Ávila, einem Teil des Iberischen Scheidegebirges, ziemlich genau auf halbem Weg (jeweils ca. 108 km Fahrtstrecke) zwischen den Städten Salamanca und Madrid am Fluss Adaja in einer Höhe von ca. 1100 bis 1135 m. Das Klima ist gemäßigt; Regen fällt übers Jahr verteilt.

## Bevölkerungsentwicklung
| Jahr      | 1857  | 1900   | 1950   | 2000   | 2017   | 2022   |
| Einwohner | 6.606 | 11.885 | 22.577 | 47.943 | 58.149 | 57.730 |

Die Landflucht infolge der Mechanisierung der Landwirtschaft führte in der zweiten Hälfte des 20. und zu Beginn des 21. Jahrhunderts zu einem deutlichen Bevölkerungswachstum. Darüber hinaus wurden in den 1970er Jahren mehrere kleine Dörfer der Umgebung eingemeindet. Die Stadt wächst deutlich langsamer als die boomende Hauptstadtregion, denn die dünn besiedelte Umgebung bietet außer dem Tourismus nur wenig wirtschaftliches Potenzial.

## Wirtschaft
Das Umland von Ávila ist immer noch in hohem Maße landwirtschaftlich orientiert, wobei die Viehzucht eine große Rolle spielt. Auch der Weinbau ist wichtig für die regionale Wirtschaft. Der weiße Wein von Ávila wurde in der Literatur oft erwähnt. In der Stadt siedelten sich Kleinhändler, Handwerker und Dienstleister aller Art an. In Ávila befindet sich ein Automobil-Montagewerk von Nissan Motor Ibérica mit ca. 220.000 m² Gesamtfläche und ca. 480 Mitarbeitern (Stand: 2018).

## Verkehr
Ávila liegt an der Bahnstrecke Madrid–Hendaye.

## Geschichte
Die Gegend um Ávila (Obila oder Abula) war schon von den keltischen Stämmen der Arevaker und Vettonen besiedelt. Spätestens seit der römischen Zeit war die Stadt ununterbrochen bewohnt. Unter den Westgoten gehörte sie aufgrund ihrer Nähe zur Hauptstadt Toledo zu den wichtigsten Städten des Königreichs. Vom 8. bis zum 11. Jahrhundert war Ávila maurisch. Die Lage im umkämpften Grenzland zwischen moslemischer und christlicher Welt (Kastilien = „Land der Burgen“) verhinderte zunächst eine wirtschaftliche Blüte, die erst ab dem 15. Jahrhundert einsetzen konnte, als sich die Kämpfe weiter nach Süden verlagerten und die Muslime schließlich im Jahr 1492 ganz aus Spanien vertrieben wurden. Im 16. Jahrhundert erlebte die Stadt ihre Blütezeit. Die Pest, die Vertreibung der Morisken, d. h. der getauften Mauren, die Auswanderung vieler Menschen nach Mittel- und Südamerika und die Abwanderung des Adels nach Madrid bewirkten Ávilas allmählichen Verfall, von dem sich die Stadt seit dem 19. Jahrhundert nur langsam erholt hat.
Im Spanischen Bürgerkrieg und während der anschließenden Franco-Diktatur galt Ávila als besonders Franco-treue Stadt und führte den Titel „Ávila de los leales“ („Ávila, Stadt der Treuen“). In der Altstadt hängen bis heute mehrere Gedenktafeln, die den Ruhm General Francos mehren sollten.
Aeródromo de Ávila
Zwischen 1915 und 1957 gab es in Ávila einen kleinen Flugplatz in der Gegend nordöstlich des Stadtzentrums, wo sich heute das Krankenhaus Sonsoles befindet. Bei Beginn des Bürgerkrieges wurde der Platz umgehend ausgebaut und ab September 1936 auch von Francos Verbündeten Italien und Deutschland mitbenutzt. Der Stab und die Betriebskompanien, die Luftfahrzeuggruppe und Luftpark (P/88) der Legion Condor waren hier bis zu ihrer Verlegung nach Vitoria im folgenden Frühjahr stationiert, hinzu kamen die Aufklärungsstaffel 88 (A/88) und die 4. Staffel der Jagdgruppe 88 (4.J/88). In dieser Zeit war Ávila öfter das Ziel republikanischer Luftangriffe. Während der Schlacht von Brunete im Sommer 1937 operierten Teile der Kampfgruppe 88 und die 2. Staffel der Jagdgruppe (2.J/88), die bereits zum Jahresanfang einige Wochen hier lag, erneut von Ávila.

## Sehenswürdigkeiten

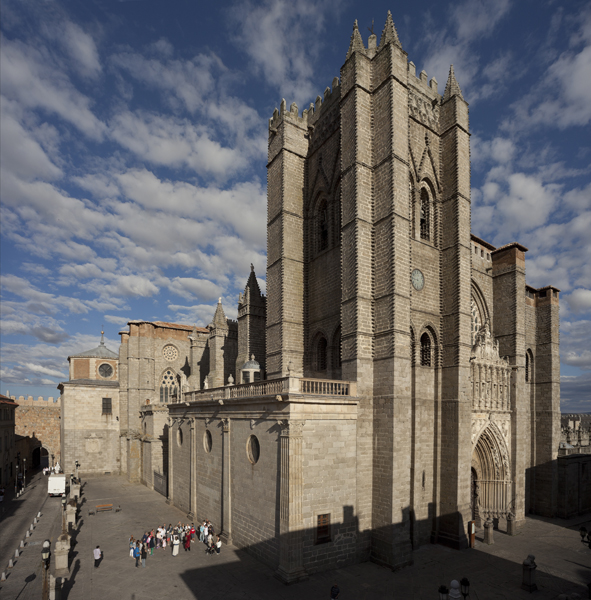
Kathedrale von Ávila

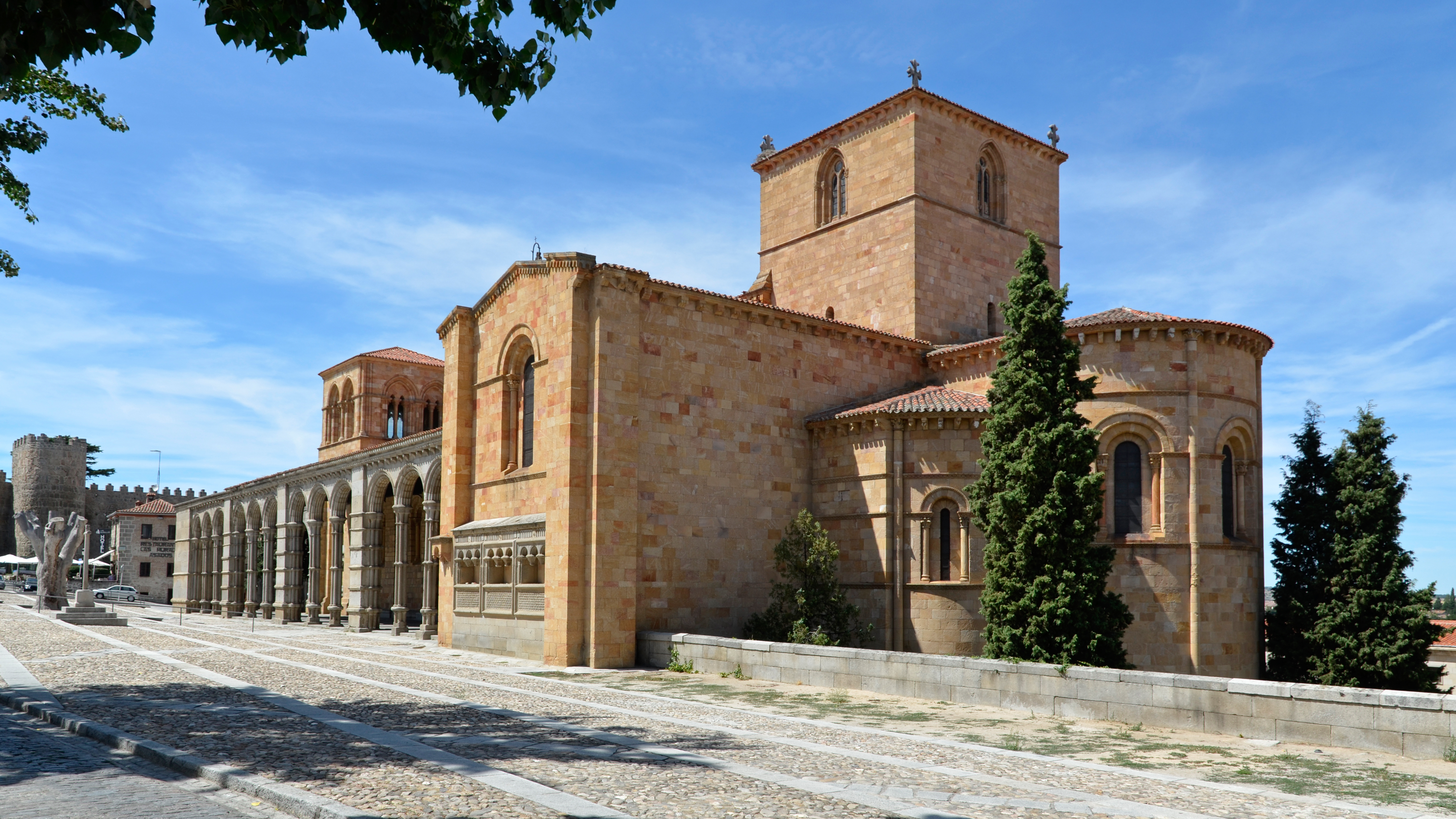
Iglesia de los Santos Mártires Vicente, Sabina y Cristeta

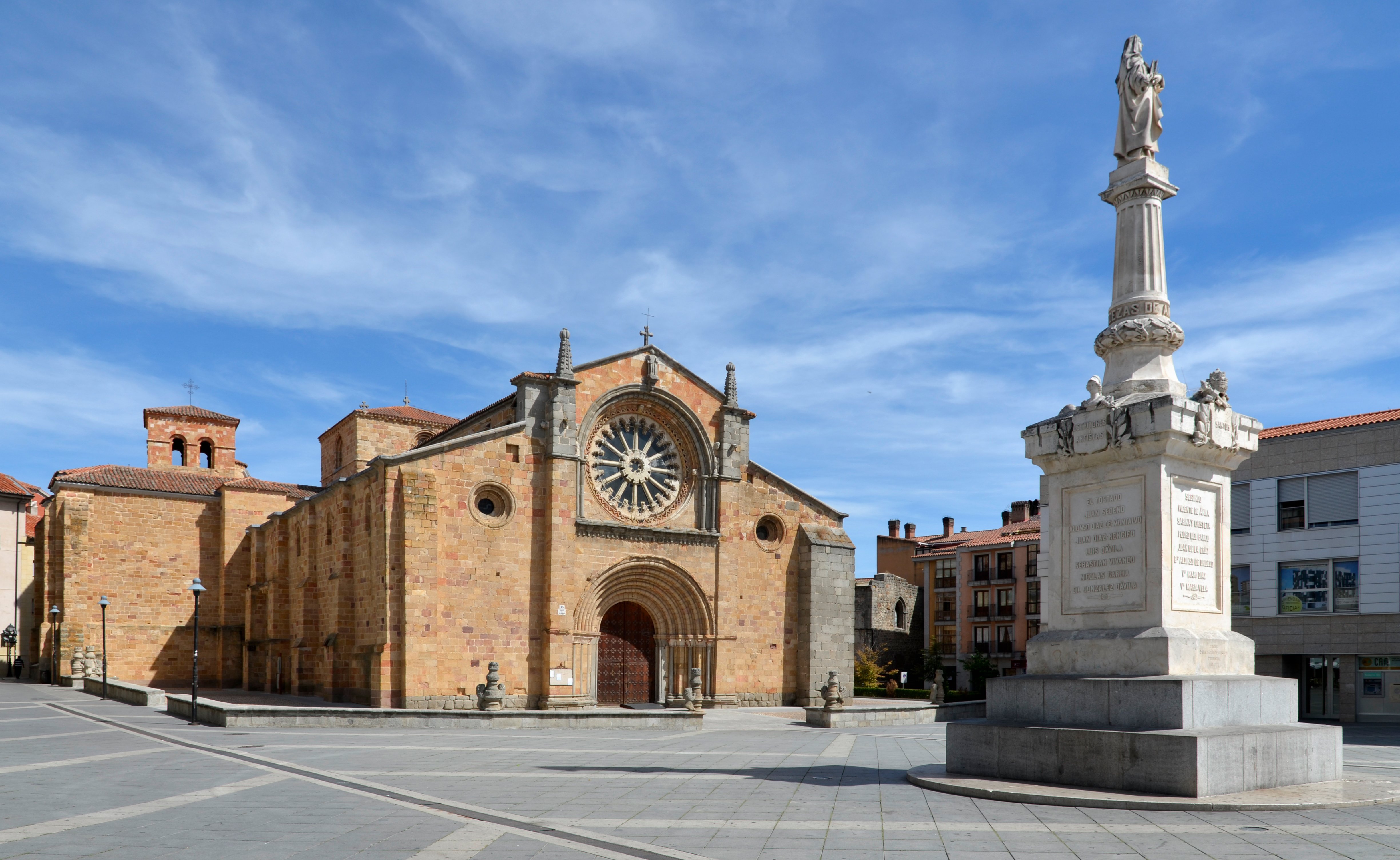
Iglesia San Pedro

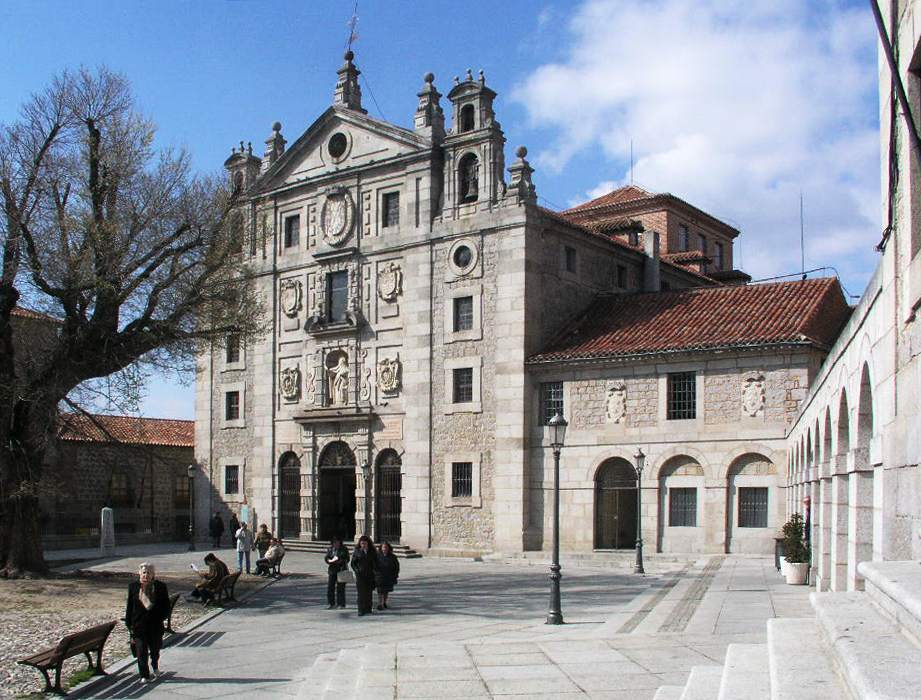
Konvent der heiligen Teresa

- Bekanntestes Bauwerk der Stadt ist die ca. 2500 m lange, komplett erhaltene romanische Stadtmauer aus dem 11. bis 14. Jahrhundert mit ihren 88 Türmen und neun Stadttoren.
- Die Kathedrale von Ávila ist die vielleicht erste gotische Kathedrale Spaniens und ist insofern interessant, als ihre von Strebepfeilern stabilisierte halbrunde romanische Apsis mit in die Stadtbefestigung einbezogen wurde. Das Innere ist dreischiffig mit Querhaus. Die Chorpartie ist ausgesprochen reich gestaltet; berühmt ist das Grabmal des Bischofs Alonso Fernández de Madrigal. Es gibt ein Kathedralmuseum.[9][10]
- Ávila besitzt zahlreiche romanische Kirchen, darunter San Vicente, San Pedro, Santo Tomás und San Andrés, die teilweise außerhalb der bereits im Mittelalter zu engen Stadtmauer liegen.
- Aus der maurischen Zeit hat sich außerdem eine Synagoge erhalten.
- Das durch Teresa von Ávila gegründete Karmelitinnenkloster San José beherbergt ein Museum und ist eine weitere Sehenswürdigkeit Ávilas. In der Stadt befinden sich noch zwei weitere Klöster der unbeschuhten Karmelitinnen.

Umgebung
- Als Cuatro Postes wird ein beliebter Aussichtspunkt mit Säulen und Kreuz aus dem 16. Jahrhundert bezeichnet.
- Im Umkreis von etwa 30 km befinden sich mehrere keltische Höhenfestungen (Castro de Ulaca, Castro de la Mesa de Miranda, Castro de Las Cogotas)

## Städtepartnerschaften
- Ávila ist mit den beiden französischen Städten Rueil-Malmaison (Île-de-France) und Villeneuve-sur-Lot (Aquitanien) durch Städtepartnerschaften verbunden.

## Persönlichkeiten
- Priscillian von Ávila (um 340–385), Theologe
- Alonso Fernández de Madrigal (genannt El Tostado, um 1400–1455), Bischof von Ávila
- Gil González Dávila (1480–1526), Entdecker und Konquistador in Mittelamerika
- Blasco Núñez de Vela (1490–1546), Vizekönig von Peru
- Teresa von Ávila (1515–1582), Karmelitin, Mystikerin, Kirchenlehrerin und Heilige der katholischen Kirche
- Sancho d’Avila (1523–1583), spanischer General im Achtzigjährigen Krieg
- Tomás Luis de Victoria (um 1548–1611), Komponist: Requiem, 1605
- Sebastián de Vivanco (um 1550–1622), Komponist
- Adela Barnés González (1908–2011), Chemikerin und Hochschullehrerin
- Fernando Sánchez Marcos (1943–2020), Historiker
- Fidel Herráez Vegas (* 1944), Erzbischof von Burgos
- Miguel Ángel de Castro (* 1974), Autorennfahrer
- Daniel Rincón (* 2003), Tennisspieler